# Ron Broja
Ron Broja (Mitrovicë, 9 aprile 1996) è un calciatore kosovaro con cittadinanza albanese, centrocampista del Drita.

## Biografia
Nato a Mitrovicë, nell'allora provincia autonoma jugoslava del Kosovo, possiede anche il passaporto albanese.

## Carriera

### Club
Il 10 gennaio 2018 viene acquistato a titolo definitivo dalla squadra macedone dello Shkupi.

### Nazionale
Debutta con la nazionale albanese Under-21 il 13 ottobre 2015 nella partita valida per le qualificazioni ad Euro 2017, finita 2-2 contro l'Ungheria Under-21.
Il 19 marzo 2017 riceve la convocazione dalla nazionale kosovara Under-21, decidendo così di lasciare la Nazionale albanese per quella kosovara.

## Statistiche

### Presenze e reti nei club
Statistiche aggiornate al 24 aprile 2021.
| Stagione                | Squadra                 | Campionato              | Campionato | Campionato | Coppe nazionali | Coppe nazionali | Coppe nazionali | Coppe continentali | Coppe continentali | Coppe continentali | Altre coppe | Altre coppe | Altre coppe | Totale | Totale |
| Stagione                | Squadra                 | Comp                    | Pres       | Reti       | Comp            | Pres            | Reti            | Comp               | Pres               | Reti               | Comp        | Pres        | Reti        | Pres   | Reti   |
| ----------------------- | ----------------------- | ----------------------- | ---------- | ---------- | --------------- | --------------- | --------------- | ------------------ | ------------------ | ------------------ | ----------- | ----------- | ----------- | ------ | ------ |
| 2014-2015               | Trepça '89              | SL                      | 0          | 0          | CK              | 0               | 0               | -                  | -                  | -                  | -           | -           | -           | 0      | 0      |
| 2015-gen. 2016          | Deinze                  | D2                      | 1          | 0          | CB              | 0               | 0               | -                  | -                  | -                  | -           | -           | -           | 1      | 0      |
| gen.-giu. 2016          | Gent II                 | D4                      | 0          | 0          | -               | -               | -               | -                  | -                  | -                  | -           | -           | -           | 0      | 0      |
| 2016-2017               | Trepça '89              | SL                      | 2          | 2          | CK              | 0               | 0               | -                  | -                  | -                  | -           | -           | -           | 2      | 2      |
| 2017-gen. 2018          | Trepça '89              | SL                      | 11         | 2          | CK              | 0               | 0               | UCL                | 2                  | 0                  | SK          | 0           | 0           | 13     | 2      |
| Totale Trepça 89        | Totale Trepça 89        | Totale Trepça 89        | 13         | 4          |                 | 0               | 0               |                    | 2                  | 0                  |             | 0           | 0           | 15     | 4      |
| gen.-giu. 2018          | Shkupi                  | PL                      | 16         | 0          | CM              | 0               | 0               | -                  | -                  | -                  | -           | -           | -           | 16     | 0      |
| 2018-2019               | Shkupi                  | PL                      | 31         | 1          | CM              | 0               | 0               | UEL                | 2                  | 0                  | -           | -           | -           | 33     | 1      |
| Totale Shkupi           | Totale Shkupi           | Totale Shkupi           | 47         | 1          |                 | 0               | 0               |                    | 2                  | 0                  |             | -           | -           | 49     | 1      |
| 2019-2020               | Partizani Tirana        | KS                      | 30         | 2          | CA              | 2               | 0               | UCL+UEL            | 1+2                | 0                  | SA          | 1           | 0           | 36     | 2      |
| 2020-2021               | Partizani Tirana        | KS                      | 26         | 0          | CA              | 3               | 1               | -                  | -                  | -                  | -           | -           | -           | 29     | 1      |
| Totale Partizani Tirana | Totale Partizani Tirana | Totale Partizani Tirana | 56         | 2          |                 | 5               | 1               |                    | 3                  | 0                  |             | 1           | 0           | 65     | 3      |
| Totale carriera         | Totale carriera         | Totale carriera         | 117        | 7          |                 | 5               | 1               |                    | 7                  | 0                  |             | 1           | 0           | 130    | 8      |

### Cronologia presenze e reti in nazionale
| Cronologia completa delle presenze e delle reti in nazionale ― Kosovo | Cronologia completa delle presenze e delle reti in nazionale ― Kosovo | Cronologia completa delle presenze e delle reti in nazionale ― Kosovo | Cronologia completa delle presenze e delle reti in nazionale ― Kosovo | Cronologia completa delle presenze e delle reti in nazionale ― Kosovo | Cronologia completa delle presenze e delle reti in nazionale ― Kosovo | Cronologia completa delle presenze e delle reti in nazionale ― Kosovo | Cronologia completa delle presenze e delle reti in nazionale ― Kosovo |
| Data                                                                  | Città                                                                 | In casa                                                               | Risultato                                                             | Ospiti                                                                | Competizione                                                          | Reti                                                                  | Note                                                                  |
| --------------------------------------------------------------------- | --------------------------------------------------------------------- | --------------------------------------------------------------------- | --------------------------------------------------------------------- | --------------------------------------------------------------------- | --------------------------------------------------------------------- | --------------------------------------------------------------------- | --------------------------------------------------------------------- |
| 12-1-2020                                                             | Doha                                                                  | Kosovo                                                                | 0 – 1                                                                 | Svezia                                                                | Amichevole                                                            | -                                                                     | 64’                                                                   |
| 8-6-2021                                                              | Manavgat                                                              | Kosovo                                                                | 1 – 2                                                                 | Guinea                                                                | Amichevole                                                            | -                                                                     | 76’                                                                   |
| 11-6-2021                                                             | Manavgat                                                              | Kosovo                                                                | 1 – 0                                                                 | Gambia                                                                | Amichevole                                                            | -                                                                     | 59’                                                                   |
| Totale                                                                |                                                                       | Presenze                                                              | 3                                                                     |                                                                       | Reti                                                                  | 0                                                                     |                                                                       |

| Cronologia completa delle presenze e delle reti in nazionale ― Kosovo under 21 | Cronologia completa delle presenze e delle reti in nazionale ― Kosovo under 21 | Cronologia completa delle presenze e delle reti in nazionale ― Kosovo under 21 | Cronologia completa delle presenze e delle reti in nazionale ― Kosovo under 21 | Cronologia completa delle presenze e delle reti in nazionale ― Kosovo under 21 | Cronologia completa delle presenze e delle reti in nazionale ― Kosovo under 21 | Cronologia completa delle presenze e delle reti in nazionale ― Kosovo under 21 | Cronologia completa delle presenze e delle reti in nazionale ― Kosovo under 21 |
| Data                                                                           | Città                                                                          | In casa                                                                        | Risultato                                                                      | Ospiti                                                                         | Competizione                                                                   | Reti                                                                           | Note                                                                           |
| ------------------------------------------------------------------------------ | ------------------------------------------------------------------------------ | ------------------------------------------------------------------------------ | ------------------------------------------------------------------------------ | ------------------------------------------------------------------------------ | ------------------------------------------------------------------------------ | ------------------------------------------------------------------------------ | ------------------------------------------------------------------------------ |
| 25-3-2017                                                                      | Dublino                                                                        | Irlanda under 21                                                               | 1 – 0                                                                          | Kosovo under 21                                                                | Qual. Europeo Under-21 2019                                                    | -                                                                              | 29’ cap.                                                                       |
| Totale                                                                         |                                                                                | Presenze                                                                       | 1                                                                              |                                                                                | Reti                                                                           | 0                                                                              |                                                                                |

| Cronologia completa delle presenze e delle reti in nazionale ― Albania under 21 | Cronologia completa delle presenze e delle reti in nazionale ― Albania under 21 | Cronologia completa delle presenze e delle reti in nazionale ― Albania under 21 | Cronologia completa delle presenze e delle reti in nazionale ― Albania under 21 | Cronologia completa delle presenze e delle reti in nazionale ― Albania under 21 | Cronologia completa delle presenze e delle reti in nazionale ― Albania under 21 | Cronologia completa delle presenze e delle reti in nazionale ― Albania under 21 | Cronologia completa delle presenze e delle reti in nazionale ― Albania under 21 |
| Data                                                                            | Città                                                                           | In casa                                                                         | Risultato                                                                       | Ospiti                                                                          | Competizione                                                                    | Reti                                                                            | Note                                                                            |
| ------------------------------------------------------------------------------- | ------------------------------------------------------------------------------- | ------------------------------------------------------------------------------- | ------------------------------------------------------------------------------- | ------------------------------------------------------------------------------- | ------------------------------------------------------------------------------- | ------------------------------------------------------------------------------- | ------------------------------------------------------------------------------- |
| 16-6-2015                                                                       | Sollentuna                                                                      | Svezia under 21                                                                 | 4 – 1                                                                           | Albania under 21                                                                | Amichevole                                                                      | -                                                                               | 46’                                                                             |
| 13-10-2015                                                                      | Felcsút                                                                         | Ungheria under 21                                                               | 2 – 2                                                                           | Albania under 21                                                                | Qual. Europeo Under-21 2017                                                     | -                                                                               | 67’                                                                             |
| 12-11-2015                                                                      | Arouca                                                                          | Portogallo under 21                                                             | 4 – 0                                                                           | Albania under 21                                                                | Qual. Europeo Under-21 2017                                                     | -                                                                               | 17’ 52’                                                                         |
| 24-3-2016                                                                       | Elbasan                                                                         | Albania under 21                                                                | 0 – 0                                                                           | Grecia under 21                                                                 | Qual. Europeo Under-21 2017                                                     | -                                                                               | 75’                                                                             |
| 28-3-2016                                                                       | Elbasan                                                                         | Albania under 21                                                                | 2 – 1                                                                           | Ungheria under 21                                                               | Qual. Europeo Under-21 2017                                                     | -                                                                               | 90’                                                                             |
| Totale                                                                          |                                                                                 | Presenze                                                                        | 5                                                                               |                                                                                 | Reti                                                                            | 0                                                                               |                                                                                 |

## Palmarès

### Club

#### Competizioni nazionali
- Supercoppa d'Albania: 1

Partizani Tirana: 2019
- Campionato kosovaro: 1

Drita: 2024-2025